# Hassan Mostafa
Hassan Mostafa (Giza, 20 de novembro de 1979) é um futebolista profissional egípcio que atua como defensor.

## Carreira
Hassan Mostafa representou o elenco da Seleção Egípcia de Futebol no Campeonato Africano das Nações de 2008.

## Títulos
Seleção Egípcia
- Campeonato Africano das Nações: 2006 e 2008.